# 타카나시 야스하루

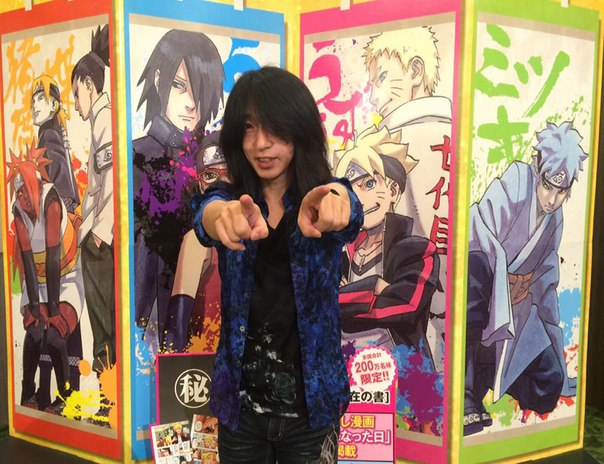
타카나시 야스하루

타카나시 야스하루(일본어: 高梨 康治 たかなし やすはる[*])는 일본의 작곡가 겸 키보디스트. 1963년 4월 13일 출생.

## 담당 작품
- 나루토(六三四Musashi 명의)
  - 대활극! 설희인법첩
- 나루토 질풍전(타카나시 야스하루와 刃-yaiba-의 공동 명의)
  - 나루토 질풍전 극장판 인연
  - 나루토 질풍전: 더 로스트 타워
  - 블러드 프리즌
- 탑블레이드
- 간츠
- 지옥소녀
- 일기당천 시리즈
- 세토의 신부
- 모노노케
- 울트라 시리즈
  - 울트라맨 R/B
  - 극장판 울트라맨 R/B - 셀렉트! 유대의 크리스탈!
- 프리큐어 시리즈
  - 프레시 프리큐어!
  - 하트캐치 프리큐어!
  - 스위트 프리큐어♪
  - 스마일 프리큐어!
  - 극장판 후레쉬 프리큐어! 장난감 나라에는 비밀이 가득!?
  - 극장판 하트캐치 프리큐어! 꽃의 도시에서 패션쇼...입니까!?
  - 극장판 스위트 프리큐어♪ 되찾아라! 마음이 잇는 기적의 멜로디!
  - 극장판 스마일 프리큐어! 그림책 속은 모두 뒤죽박죽
  - 극장판 프리큐어 올스타즈 DX 모두 친구☆기적의 전원 대집합!
  - 극장판 프리큐어 올스타즈 DX 2 희망의 빛☆레인보우 주얼을 지켜라!
  - 극장판 프리큐어 올스타즈 DX 3 미래에 닿아라! 세계를 잇는☆무지갯빛 꽃
  - 극장판 프리큐어 올스타즈 New Stage 미래의 친구
  - 극장판 프리큐어 올스타즈 New Stage 2 마음의 친구
  - 극장판 프리큐어 올스타즈 New Stage 3 영원한 친구
  - 극장판 프리큐어 올스타즈 봄의 카니발♪
- 페어리 테일
- 페어리 테일: 봉황의 무녀
- 극장판 페어리 테일: 드래곤 크라이
- 로그 호라이즌
- 미소녀 전사 세일러 문 Crystal
- SHOW BY ROCK!!
  - SHOW BY ROCK!!(애니메이션 1기)
  - SHOW BY ROCK!! 쇼~트!!
  - SHOW BY ROCK!!#
  - SHOW BY ROCK!! 마슈마이렛슈!!
  - SHOW BY ROCK!! STARS!!
- 게게게의 키타로(애니메이션 6기)(타카나시 야스하루와 刃-yaiba-의 공동 명의)
- SUPER LOVERS
- 츠구모모
- 시귀
- 저, 트윈 테일이 됩니다
- 오다 노부나의 야망
- 새여동생 마왕의 계약자
- 단재분리의 크라임엣지
- 열풍해륙 부시로드
- Z/X IGNITION
- 보루토: 나루토 넥스트 제너레이션즈
- 신 북두의 권
- 우리 집의 여우신령님
- 지구로…
- 판타지스타 돌
- 좀비 랜드 사가
- 타이거 마스크 W
- 켄간 아슈라
- 무능한 나나
- 햣코
- 장난스런 키스(애니메이션)
- 몽키킹 히어로: 손오공과 요괴왕의 대결
- 이다텐 점프
- 불쾌한 모노노케안
- 군청의 마그멜
- 킬링바이츠
- Caligula -칼리굴라-
- 엽기인걸 스나코
- ALL OUT!!
- DX: 신 세기의 전쟁
- ēlDLIVE
- 카니발 판타즘
- 아이실드 21
- 벨제바브
- 슈퍼로봇대전 스크램블 커맨더 the 2nd
- 달이 이끄는 이세계 여행
- 종말의 발키리
- 다이쇼 소녀 전래동화
- 베리베리 뮤우뮤우 뉴~♡